# Valli di Campotto

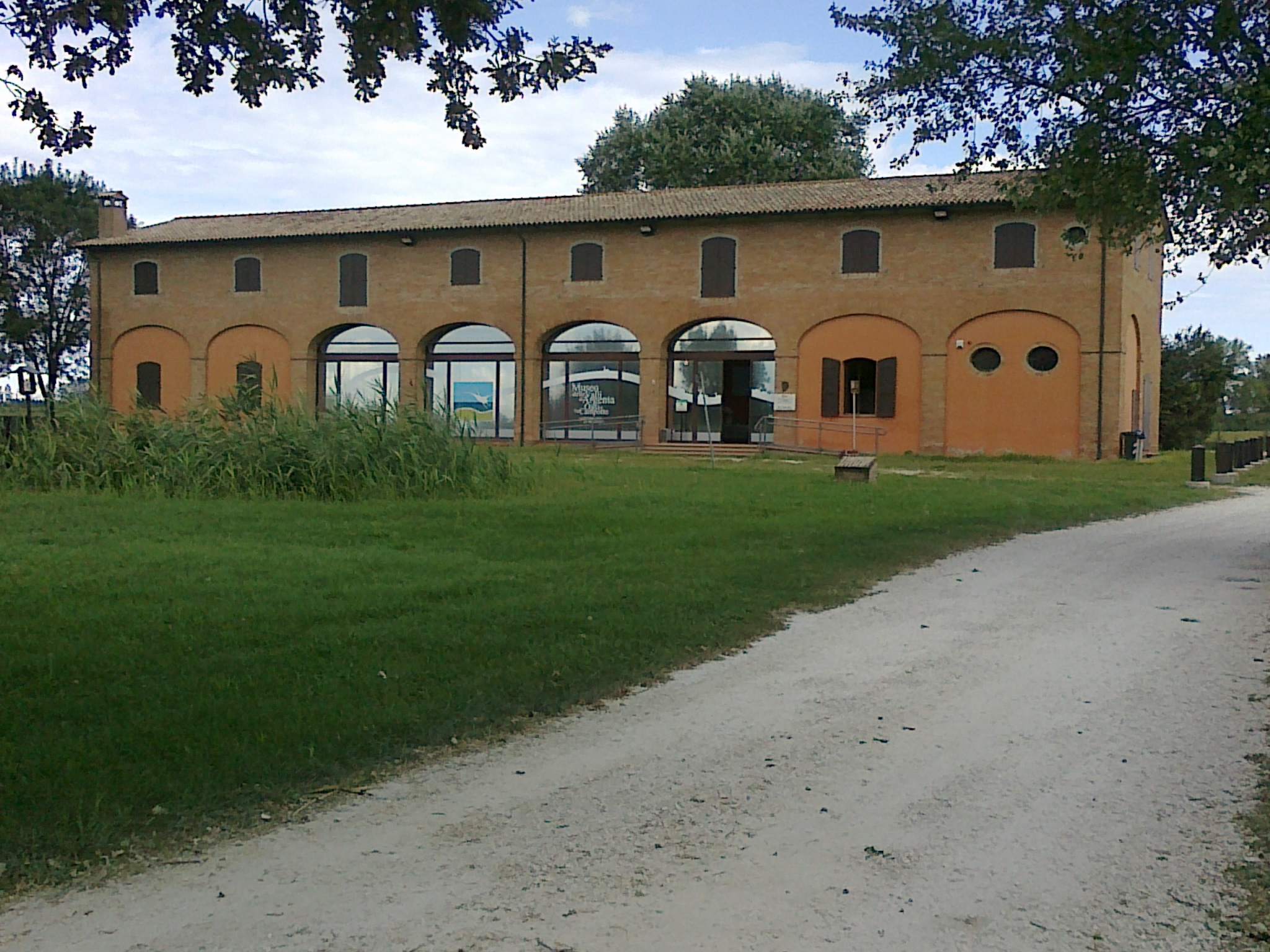
Il cosiddetto Casino di Campotto, posto a pochi metri dalla sponda sinistra del torrente Idice, ospita attualmente il Museo delle Valli di Argenta

Le Valli di Campotto sono una zona umida d'importanza internazionale (Convenzione di Ramsar). Il termine indica quella parte del Parco regionale del Delta del Po che fa parte del territorio comunale della città di Argenta, nel Ferrarese; si trovano nella parte più meridionale del territorio comunale, presso la frazione Campotto, da cui prendono il nome. Sono delimitate a nord dal fiume Reno ed a sud dai confini provinciali. 
Le Valli sono inserite all'interno del perimetro del Parco del Delta del Po ai sensi della L.R. 27/1988 e nell'ambito della perimetrazione di cui al Piano Territoriale di Stazione, del C.C. 132/17096 del 28/08/1991 (Zona B). La Zona Ramsar "Valle Campotto e Bassarone" (1363 ha) è stata istituita con D.M. 21/10/1978, pubblicato sulla Gazzetta Ufficiale n° 360 del 28/12/1978. Sebbene non balneabili, le Valli di Campotto sono diventate un luogo dove effettuare escursioni, anche se non sempre a libero accesso, nonché un campo dove poter praticare la pesca sportiva.

## Descrizione
Il toponimo «Valli di Campotto» riassume il nome di tre valli (od oasi o casse): la vera e propria oasi di Campotto, l'oasi Bassarone e l'oasi di Valle Santa.

### L'oasi Bassarone
È la più piccola e la più settentrionale delle tre zone umide; essa raccoglie le acque in eccesso del canale Lorgana poco prima che esso si getti nel fiume  Reno. Ha una forma trapezoidale ed è separata dall'attigua oasi di Campotto da un sentiero escursionistico guidato. Nonostante tutto, questa oasi è molto importante sia dal punto di vista storico, in quanto vicino ad essa si trova la famosa pieve di san Giorgio (VI secolo), sia dal punto di vista naturalistico, poiché custodisce un esteso lamineto di  ninfee.

### L'oasi di Campotto
La vera e propria oasi di Campotto (o anche cassa di Campotto) è la cassa di espansione del torrente Idice. Essa è stata costruita in epoca moderna in seguito alle bonifiche operate in quelle zone, un tempo paludose. Siccome il corso di molti torrenti dell'Appennino bolognese terminava in paludi, in séguito alla deviazione del fiume Reno verso il mare, il torrente Idice (deviato anch'esso) ha svolto la funzione di raccoglitore delle acque di questi corsi d'acqua, altrimenti dotati di un corso proprio: è il caso, per esempio, dei suoi affluenti Savena e Quaderna.

Sebbene incanalato tanto da sembrare un enorme fossato di scolo, l'Idice rischiava comunque di straripare: così è stata costruita l'oasi di Campotto, un enorme serbatoio di decompressione, delimitato dall'Idice e dal Reno, utilizzato per raccogliere le acque in eccesso del torrente prima che questi le scarichi nel fiume Reno, con il pericolo di gravi alluvioni.

### L'oasi di Valle Santa
Separata dall'oasi di Campotto dal cosiddetto bosco del Traversante, l'oasi di Valle Santa, a forma triangolare, è invece la cassa di espansione del torrente Sillaro, proveniente dal Castel San Pietro Terme. Come l'Idice, anche il Sillaro è stato deviato dal suo naturale alveo (sebbene in misura minore) per venire fatto confluire nel fiume Reno. L'oasi di Valle Santa ha quindi la stessa funzione di quella di Campotto, tuttavia in misura minore, perché il Sillaro, data la sua minore importanza di raccoglitore di acque rispetto all'Idice, ha una portata media più scarsa, quindi con meno pericoli d'inondazione. In un angolo di questa cassa di espansione è presente un'altra piccola zona umida di forma quadrata, conosciuta col nome di Prato umido di Valle Santa.
Galleria fotografica dell'oasi di Valle Santa

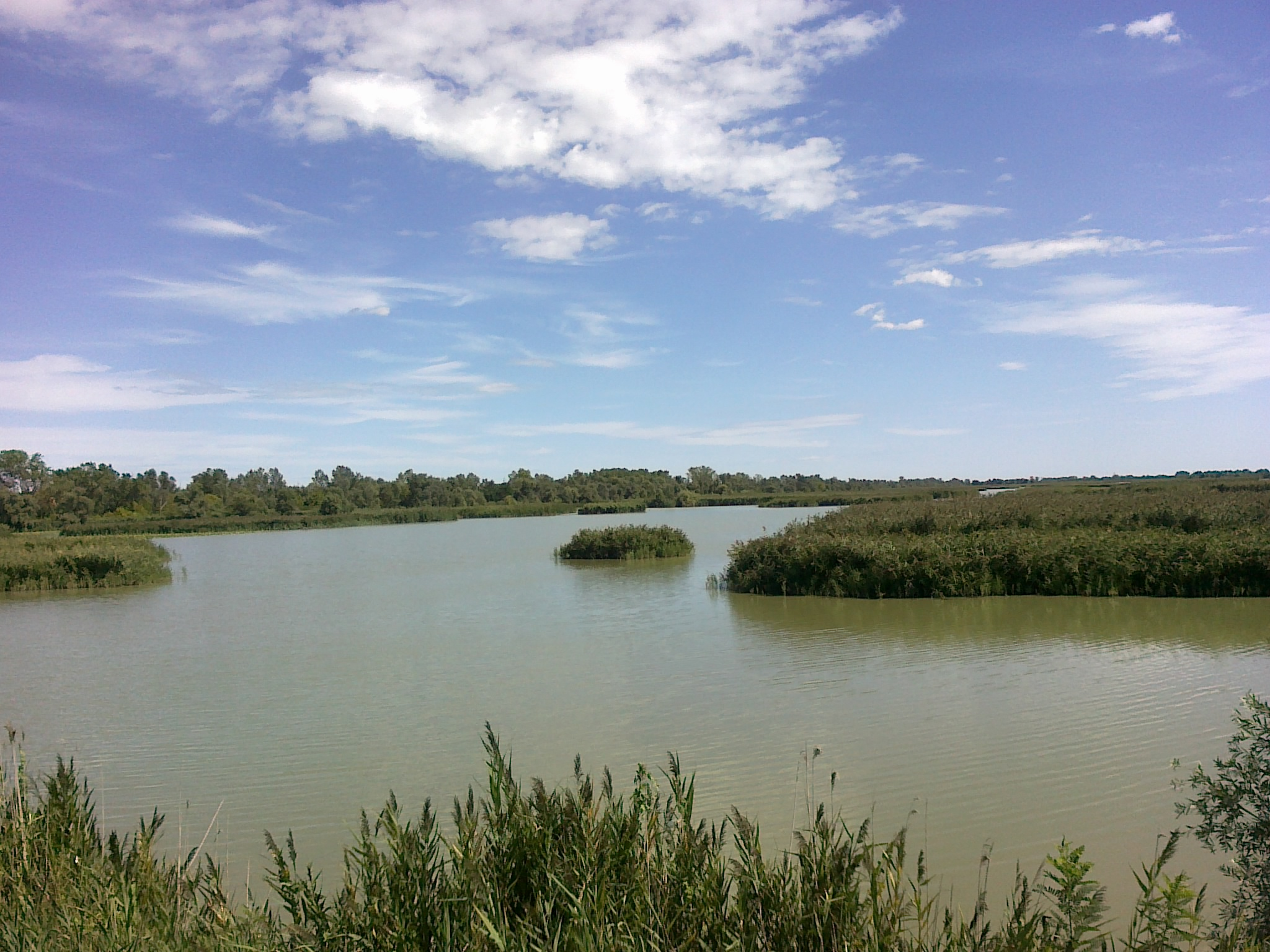
Uno scorcio della cassa di Valle Santa.
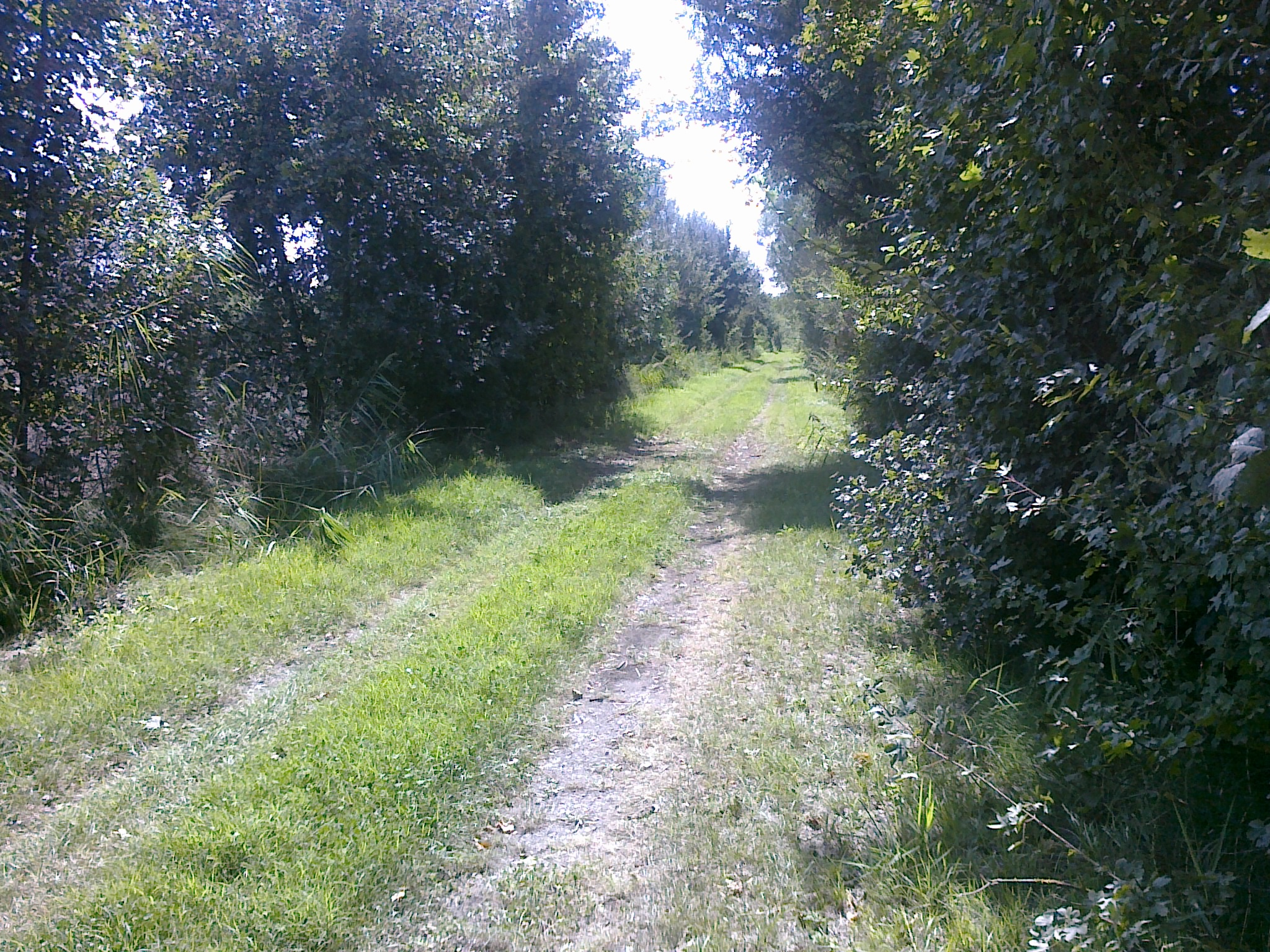
Uno dei tanti suggestivi sentieri escursionistici dell'oasi di Valle Santa.
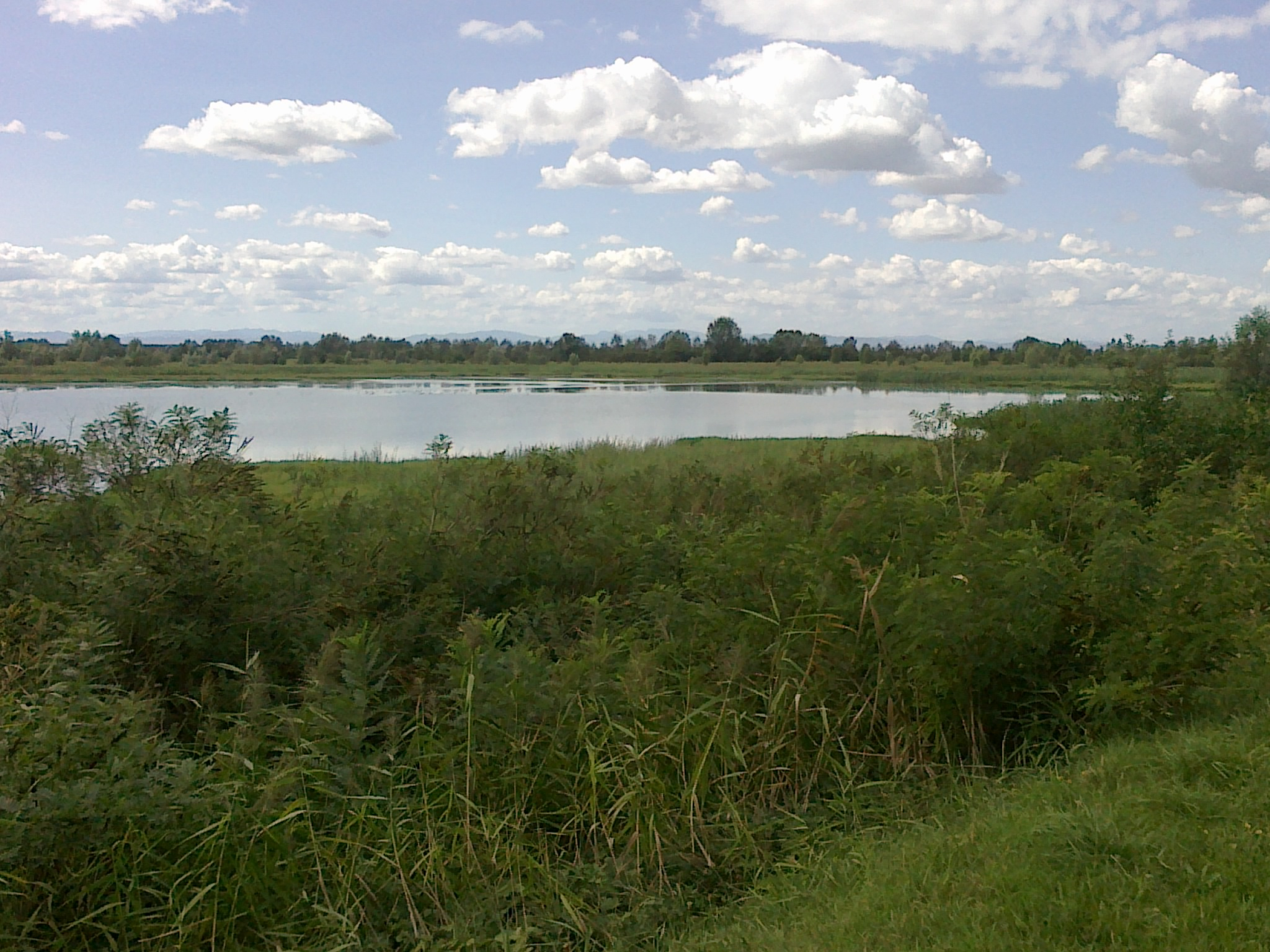
Uno scorcio del cosiddetto Prato umido di Valle Santa, una piccola area posta a sud della cassa di Valle Santa e separata da essa da un sentiero escursionistico.